# 豆富小僧
『豆富小僧』（とうふこぞう）は、2011年4月29日3D/2D同時公開の日本のアニメーション映画作品。

## 概要
京極夏彦原作のユーモア妖怪小説『豆腐小僧双六道中ふりだし 本朝妖怪盛衰録』を原作にしたアファンタジー映画。3D長編オリジナルアニメとしては日本初と謳っており、3D立体映画も同時公開となる。総監督は杉井ギサブロー、監督は河原真明。江戸時代から現代の日本にタイムスリップしてきた「怖くない妖怪」豆冨小僧の冒険を描く。2011年4月16日にフジテレビ他でテレビ特番を放送。丸の内ピカデリー3他全国にて公開され、映画観客動員ランキング（興行通信社調べ）で初登場第7位となった。
キャッチコピーは「妖怪なのに 人を恐がらせることができない ──でも、キミにしかできないことがきっとある!」。

## ストーリー
江戸時代。妖怪なのに人を驚かせることができない豆富小僧は、いつも父親の見越し入道に怒られてばかり。悲しくなった小僧は、別れたおっかさんを探すためにお目付け役の達磨と供に旅に出たのだが、狸に騙されお堂に閉じ込められてしまい、ようやく出られた世界は200年後の現代の世界だった。どこにも妖怪の姿を見つけられない現代で小僧は妖怪の見える少女、室田アイと出会うのであった。

## 登場キャラクター・キャスト

### 主な妖怪
豆富小僧
声 - 深田恭子
主人公の妖怪。「妖怪」といってもその姿は可愛らしく、お盆に豆腐（豆富）を乗せて立っているだけ。お盆に載せた豆腐を放すと消えてしまう。
まだ見ぬ母を探す旅に出かけるが、「妖怪の宿敵」であるタヌキに化かされ、闇に閉じ込められてしまう。闇の中で「にらめっこ」を延々とこなし、ようやく勝利した時に目の前に見えたのは現代の日本であった。
達磨（だるま）
声 - 武田鉄矢
小僧の従者。着物の柄に溶け込むことができる。
見越し入道（みこしにゅうどう）
声 - 松平健
小僧の父親で、妖怪の総大将。小僧をいつも叱ってばかりいた。
袖引き小僧（そでひきこぞう）
声 - 小池徹平
どんぐりのような姿の子供の妖怪。人の袖を引いて立ち止まらせる。
おろく
声 - 矢島晶子
豆富小僧の姉で、首が伸びる妖怪。

### 化け猫
三毛姉さん
声 - 渡辺美佐
姉御肌の三毛猫の化け猫。

### 死神
死神
声 - 大泉洋
人が死ぬ前に現れる神だが、お茶目な性格。

### 狸
芝居者狸（しばいものたぬき）
声 - 宮迫博之
長い間妖怪達と戦ってきたタヌキ一族の長。
702番狸
声 - はるな愛
芝居者狸の部下である八百八狸（はっぴゃくやだぬき）の一匹。100番、101番などもいる。

### 人間
室田アイ（むろた アイ）
声 - 平野綾
豆富小僧と出会った、妖怪が見える少女。
室田茜（むろた あかね）
声 - 檀れい
アイの母親で、気象コントロールシステムSORAを開発した科学者。
播磨（はりま）
声 - 高塚正也
政治家。
田口
声 - 櫻井孝宏
茜の助手。

### その他の妖怪
一つ目小僧（ひとつめこぞう）
提灯小僧（ちょうちんこぞう）
唐傘小僧（からかさこぞう）
大首（おおくび）
鬼娘（おにむすめ）
鳴屋（やなり）
声 - 須藤沙織、川瀬晶子、野浜たまこ
骸骨（がいこつ）
魍魎（もうりょう）
声 - 後藤ヒロキ
のっぺらぼう
河童（かっぱ）
声 - 大浦冬華

## スタッフ
- 総監督 - 杉井ギサブロー
- 監督 - 河原真明
- プロデューサー - 内田康史
- エグゼクティブプロデューサー - 小岩井宏悦
- 製作総指揮 - ウィリアム・アイアトン
- 原作 - 京極夏彦『豆腐小僧双六道中ふりだし』（角川文庫刊）
- 脚本 - 青木万央、藤井清美、杉井ギサブロー
- 助監督 - 田中洋之
- 演出 - 田中洋之、鶴岡耕次郎、斉藤啓也
- 絵コンテ - 河原真明、波多正美、鶴岡耕次郎、奥村よしあき、大地丙太郎、斉藤啓也
- 美術監督 - 坂本信人
- CG監督 - 川北和明
- キャラクターデザイン - Lapiz、藤田しげる
- 音響監督 - 藤山房伸
- 音楽 - S.E.N.S. Project
- 製作会社 - 「豆富小僧」製作委員会（ワーナー・ブラザース映画、フジテレビジョン、プロスタTV、電通、ラピス、EPICレコードジャパン、アバン、TIS（ソラン）、創通、角川書店、サイバードホールディングス）
- 制作 - 創通、豆富映画
- アニメーション制作 - ラピス
- 3D立体映像制作 - EXACT 3D
- 配給 - ワーナー・ブラザース映画

## 音楽
主題歌
- SCANDAL『ハルカ』

挿入歌
- Aqua Timez『銀河鉄道の夜』
- Crystal Kay『My Dear』
- HALCALI『SO JOY BOY』
- LGMonkees『宝島』

音楽
- S.E.N.S. Project『豆富小僧 オリジナル・サウンドトラック』

## 評価

### 受賞・ノミネート
| 賞                     | 部門                     | 対象     | 結果 | 出典 |
| ---------------------- | ------------------------ | -------- | ---- | ---- |
| 第35回日本アカデミー賞 | 優秀アニメーション作品賞 | 豆富小僧 | 受賞 |      |

## Blu-ray / DVD
2011年10月5日発売。発売元はワーナー・ホーム・ビデオ。
- 【初回限定生産】豆富小僧 ブルーレイ&DVDセット コレクターズBOX（3枚組）
  - ディスク1：本編Blu-ray
    - 本編：2D版本編を収録
    - 映像特典
      - 特報・劇場予告編・TVスポット集
      - 幻のエンディング

  - ディスク2：本編DVD
    - 本編：2D版本編を収録
    - 映像特典：本編Blu-rayと同様

  - ディスク3：特典DVD
    - メイキング「豆富小僧ができるまで」
    - 幻のシーン
      - 冒頭 恐怖バージョン
      - 幻のダンス
      - 狸ダンス ロングバージョン
      - 鎮守ダンス
      - 墓場ダンス

    - イベント映像
      - 完成披露試写会
      - 初日舞台挨拶
      - 香港映画祭

    - SCANDAL「ハルカ」ミュージックビデオ
    - 映画「豆富小僧」公開記念 はるな愛との妖怪ツアー（TV特番の一部編集版）
    - ギャラリー
      - 美術設定画集
      - 妖怪大図鑑

  - 封入特典
    - ブックレット
    - 生フィルム（5コマ）

  - 特製アウターケース付きデジパック仕様
- 【初回限定生産】豆富小僧 DVD&ブルーレイセット（2枚組）
  - ディスク1：本編DVD
    - 本編：2D版本編を収録
    - 映像特典：コレクターズBOX・ディスク2と同様

  - ディスク2：本編Blu-ray
    - 本編：2D版本編を収録
    - 映像特典：コレクターズBOX・ディスク1と同様
- 【初回限定生産】豆富小僧 3D&2D ブルーレイセット（2枚組）
  - ディスク1：本編Blu-ray 3D
    - 本編：3D版本編を収録
    - 映像特典
      - 特報・劇場予告編（3D版）
      - TVスポット集

  - ディスク2：本編Blu-ray
    - 本編：2D版本編を収録
    - 映像特典：コレクターズBOX、DVD&ブルーレイセットと同様

  - 特製スリーブケース付き

## プロモーション
セカイ初のAR（拡張現実）オンラインRPG『セカイユウシャ』とのタイアップで、期間中にゲームイベント開催および、上映劇場での記念フォトフレームで写真をとるなどができるプロモーションが行われた。